# Sciolze
Sciolze és un municipi italià de la ciutat metropolitana de Torí, a la regió del Piemont. Està situat a uns 25 quilòmetres al nord-est de Torí, a 430 metres d'altitud. El juliol del 2021 tenia 1.448 habitants. Limita amb els municipis de Gassino Torinese, Rivalba, Cinzano, Marentino, Moncucco Torinese i Montaldo Torinese.

## Administració
| Període   | Identitat          | Partit        |
| --------- | ------------------ | ------------- |
| 2004-2009 | Franco Costelli    | Llista cívica |
| 2009-2014 | Marco Ruffino      | Llista cívica |
| 2014-     | Gabriella Mossetto | Llista cívica |